# Kalkzementputz
Kalkzementputz ist ein Mörtel für das Verputzen von Gebäudeflächen innen und außen, der nach seinen Bindemitteln Calciumhydroxid in Pulverform (bzw. anderem Baukalk) und Zement benannt ist. Seine Gesteinskörnung besteht aus Sand. Kalkzementputze gehören nach DIN 18550 zur Mörtelgruppe P II.

## Eigenschaften
Kalkzementputz ist in der Regel rein mineralisch und diffusionsoffen, also gering wasserdampfdurchlässig und schwach saugend. Durch den Zementanteil besitzt er höhere Druckfestigkeit und Abriebfestigkeit als Kalkputz, wodurch er sich als Untergrund für Keramikfliesen eignet. Durch den alkalischen Kalkanteil wird er wasserhemmend und resistent gegen Schimmel- oder Algenbefall. 
Aus diesen Gründen ist Kalkzementputz im Unterschied zum glatteren, aber leicht aufweichenden Gipsputz für Feuchträume und andere beanspruchte Oberflächen von Innenräumen geeignet. Oft wird das Material als Unterputz für einen Oberputz aus dem weicheren und für das Raumklima angenehmen Kalkputz gewählt. Auf Außenwänden dient Kalkzementputz als Regenschutz. 
Auf wärmedämmenden Wandbaustoffen werden Kalkzementputze oft als Leichtputz mit organischen Zuschlagstoffen wie Polystyrol oder mineralischen wie Blähglas oder Perlit eingesetzt. Dadurch sind sie selbst wärmedämmend.